# Masashi Tashiro
Masashi "Marcy" Tashiro (jap. 田代 政 Tashiro Masashi; ur. 31 sierpnia 1956 w prefekturze Saga) – japoński prezenter telewizyjny i były członek grupy muzycznej Rats & Star. W zespole występował jako tenor. Prowadzi programy rozrywkowe w różnych stacjach telewizyjnych. Często nazywany jest Tashirock (jap. タシロック Tashirokku) lub też bogiem śmiechu (jap. 笑いの神 Warai no kami).